# Fernstraßennetz im Irak
Das Fernstraßennetz im Irak besteht aus der derzeit einzigen Autobahn zwischen Bagdad und dem kurdischen Norden sowie aus weiteren Schnellstraßen.
Die wichtigen Fernstraßen wurden in den 1970er und 1980er Jahren gebaut und galten bis zum Ersten Golfkrieg 1990/1991 als vorbildlich, da sie für höhere Achslasten konzipiert waren als benötigt wurden (16,3 t statt der erlaubten Achslast von 13,2 t). Um 2009 waren nur 10 % der Autobahn und 5 % der Schnellstraßen in einem schlechten Zustand. Das gesamte überörtliche Straßennetz umfasst etwa 45.550 km, wovon rund 38.400 asphaltiert sind. 2009 waren davon rund 1.000 km Autobahn und 11.000 km Schnellstraßen.
Inzwischen gelten die Zustände auf den Straßen als „chaotisch“, da die Straßen mit dem Wachstum des Verkehrs nicht Schritt halten können.

## Liste der Autobahn und der wichtigsten Schnellstraßen

### Autobahnen
| Kurz | Name             | Verlauf                                                                       | Länge |
| ---- | ---------------- | ----------------------------------------------------------------------------- | ----- |
|      | A1               | Basra – Nasiriya – Diwaniya – Hilla – Bagdad – Falludscha – Ramadi – ar-Rutba | 1200  |
|      | A2 (im Bau)      |                                                                               |       |
|      | A4 (projektiert) | Erbil – Hadschi Omeran                                                        |       |

### Autobahnen und Schnellstraßen
| Kurz | Name | Verlauf                                                                                | Länge      |
| ---- | ---- | -------------------------------------------------------------------------------------- | ---------- |
|      | 1    | Bagdad – Tadschi – Samarra – Tikrit – Mossul – Grenze zu Syrien                        | 1200 km    |
|      | 2    | Bagdad – Baquba – Chalis – Kirkuk – Erbil – Mossul – Dohuk – Zachu – Grenze zur Türkei | 540 km     |
|      | 3    | Bagdad – Baquba + Erbil – Grenze zum Iran                                              | ca. 100 km |
|      | 4    | Kirkuk – Sulaimaniya – Darbinadichan – Dschalawla – as-Sa'diya                         | 180 km     |
|      | 5    | Baquba – Muqdadiya – as-Sa'diya – Chanaqin – Grenze zum Iran                           | 160 km     |
|      | 6    | Bagdad – Kut – Amara – Basra                                                           | 550 km     |
|      | 7    | Kut – asch-Schatra – Nasiriya                                                          | 100 km     |
|      | 8    | Bagdad – Hilla – al-Qādisiya – as-Samawah – Nasiriya – Basra – Grenze zu Kuwait        | 600 km     |
|      | 9    | Kerbela – Nadschaf – Diwaniyya                                                         | 100 km     |
|      | 10   | ar-Rutba – Grenze zu Jordanien                                                         | 60 km      |
|      | 11   | Bagdad – Falludscha – Ramadi – ar-Rutba – Grenze zu Syrien                             | 470 km     |
|      | 12   | Ramadi – Hīt – Haditha – al-Karābila – Grenze zu Syrien                                | 240 km     |

### Weitere Fernstraßen
| Kurz | Name | Verlauf                                       | Länge |
| ---- | ---- | --------------------------------------------- | ----- |
|      | 13   | Chanaqin, Mendaq, Badra, Jalal, Scheich Fares |       |
|      | 14   | westliche Verbindungsroute                    |       |
|      | 15   | Badra, Mehran (Iran)                          |       |
|      | 16   | Nasiriya, Amara (Irak)                        |       |
|      | 17   | Diwaniya, Qalat Sukkar, Amara (Irak)          |       |
|      | 18   | Haqlaniyah, Baidschi, Kirkuk                  |       |
|      | 19   | Haqlaniyah, Baidschi, Kirkuk                  |       |
|      | 20   | Safra, ar-Rutba                               |       |
|      | 21   | Talihh, Nuchayib                              |       |
|      | 22   | Kerbela, Nuchayib                             |       |
|      | 23   | Falludscha, Samarra                           |       |
|      | 24   | Tikrit, Kirkuk                                |       |
|      | 26   | Basra, Umm Qasr                               |       |
|      | 27   | Hilla, Numaniya, Sarhad                       |       |
|      | 28   | Richtung Samawa                               |       |
|      | 29   | Samawa bzw. Salman, Basra                     |       |
|      | 30   | H-3 (Flugplatz), Jordanien                    |       |
|      | 31   | Basra, nördliches Rumaila                     |       |
|      | 46   | Arbat, Iran                                   |       |
|      | 47   | Mossul, Syrien                                |       |
|      | 55   | Tikrit, Tuz Churmatu                          |       |
|      | 70   | Hilla, Nadschaf, Abu SZ                       |       |
|      | 71   | Abu SZ, Diwaniya                              |       |
|      | 80   | Kirkuk, Mossul                                |       |
|      | 82   | Baquba, Mendaq                                |       |
|      | 84   | Kerbela, Hilla                                |       |
|      | 84   | Jordanien (nummeriert als Fernstraße 1)       |       |
|      | 97   | Bagdad, Abu Ghraib                            |       |